# Paracerceis edithae
Paracerceis edithae is een pissebed uit de familie Sphaeromatidae. De wetenschappelijke naam van de soort is voor het eerst geldig gepubliceerd in 1930 door David R. Boone.